# Попов, Лукиан Васильевич
Лукиа́н Васи́льевич Попо́в (8 [20] октября 1873, село Архангеловка, Оренбургский уезд, Оренбургская губерния — 7 [20] мая 1914, Оренбург) — российский жанровый живописец, академик Императорской Академии художеств, член Товарищества передвижных художественных выставок.

## Биография

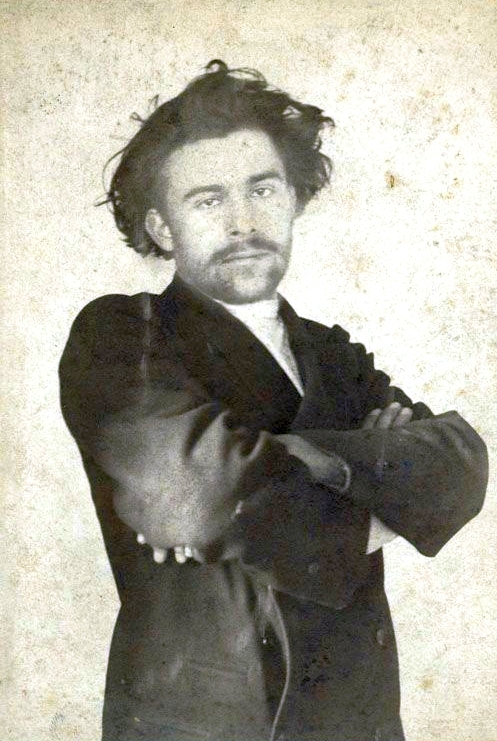
Фотопортрет Л. В. Попова (1897)

Лукиан Васильевич Попов родился в селе Архангеловка, Оренбургского уезда, Оренбургской губернии в семье крестьянина. В 1876 году, после введения всеобщей воинской личной повинности, отца будущего художника призывают на службу в армию, и семья переезжает в Оренбург. Учился в приходской школе, затем в городском училище в Оренбурге.
Первоначальное художественное образование получил в рисовальной школе Императорского общества поощрения художеств. С 1896 по 1902 год учился в Высшем художественном училище при Императорской Академии художеств в мастерской Владимира Егоровича Маковского, оказавшего значительное влияние на всё творчество художника. Получил звание художника (1901) за картины «Тихо» и «С просветом». По окончании Академии, получив право на пенсионерство, посещает Германию, Францию.
По приезде из заграничной поездки в 1903 году возвращается в Оренбург, где живёт до конца жизни. С 1900 года экспонент, с 1903 года член Товарищества передвижных художественных выставок. С 1909 года член Общества художников имени А. И. Куинджи. В 1912 году Императорская Академия художеств присвоила Попову звание академика живописи.
В 1914 году Совет Товарищества отказал Попову в размещении на очередной выставке картины, изображающей умирающего ребёнка (сына художника), предложив автору убрать портрет с выставки как нарушающий её «праздничный тон».
|                                                 | А затем Дубовской рассказал, что пережил Попов в последний год. У него был маленький сын, родившийся слепым. Врачи сказали, что это несчастье можно побороть операцией, и советовали обратиться к знаменитому окулисту в Харькове Гиршману. Отец с сыном из Оренбурга поехали в Харьков. Гиршман удачно сделал операцию, и ребенок должен был лежать некоторое время в совершенно темной комнате, в которую будет впускаться свет лишь понемногу, пока ребенок не освоится с первыми зрительными впечатлениями от мира и глаза не привыкнут к свету. Отец находился в другой комнате, рядом. В одно утро, когда стали освещать комнату сына, он услышал его испуганный голос: «Папа, папа! иди ко мне, я что-то вижу!» Встревоженный Попов вбежал в комнату и увидал его с широко раскрытыми испуганными глазами. «Что с тобой?» — спросил отец сына и хотел было подойти к нему. «Не подходи, не подходи!» — закричал неестественным голосом ребенок и замолчал. И когда Попов приблизился, на него смотрели в неописуемом ужасе глаза мертвого сына. От рассказа многие вздрогнули, а Дубовской добавил: — Так вот что пришлось испить от жизни нашему товарищу и отчего, возможно, он и ушел от нас, а все считали его по виду здоровым, цветущим и уравновешенно-спокойным. |
| Я. Д. Минченков «Воспоминания о передвижниках». | |

## Галерея работ

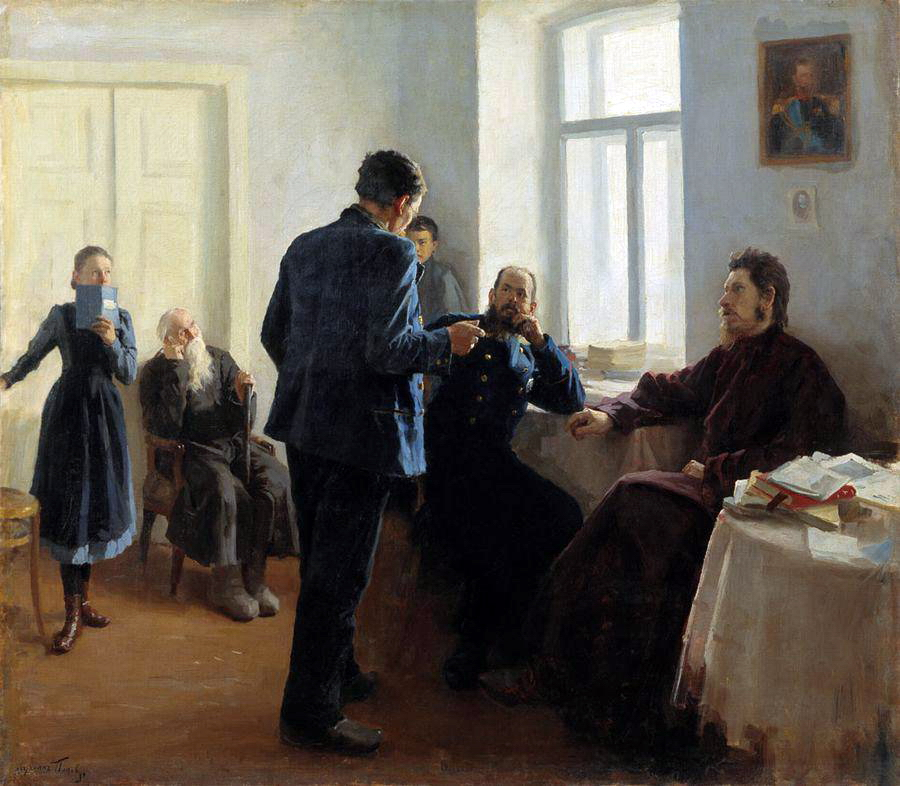
Где же истина? (Искатели истины)[12] (1903)
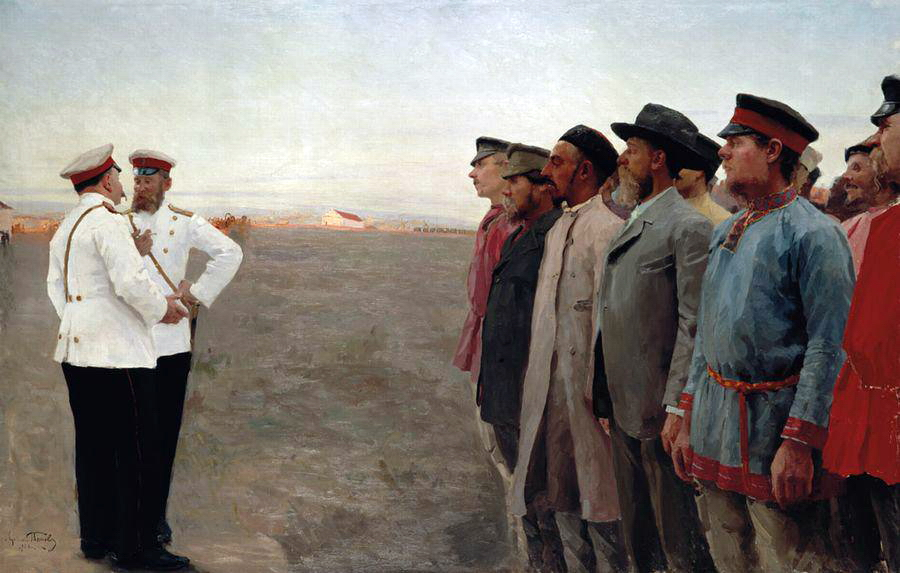
«Мобилизованы»[13] (1904)
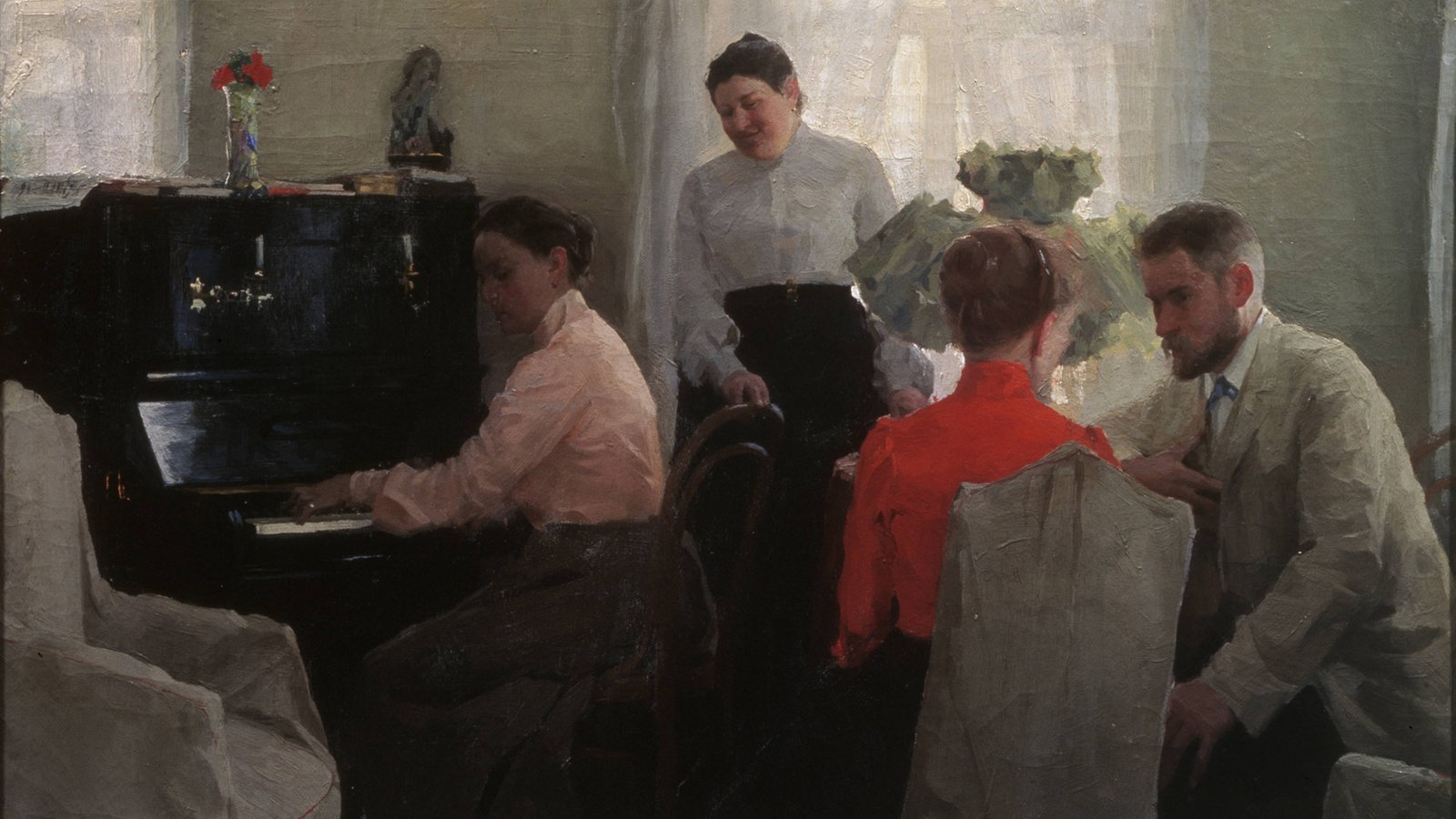
Жених[14] (1904)
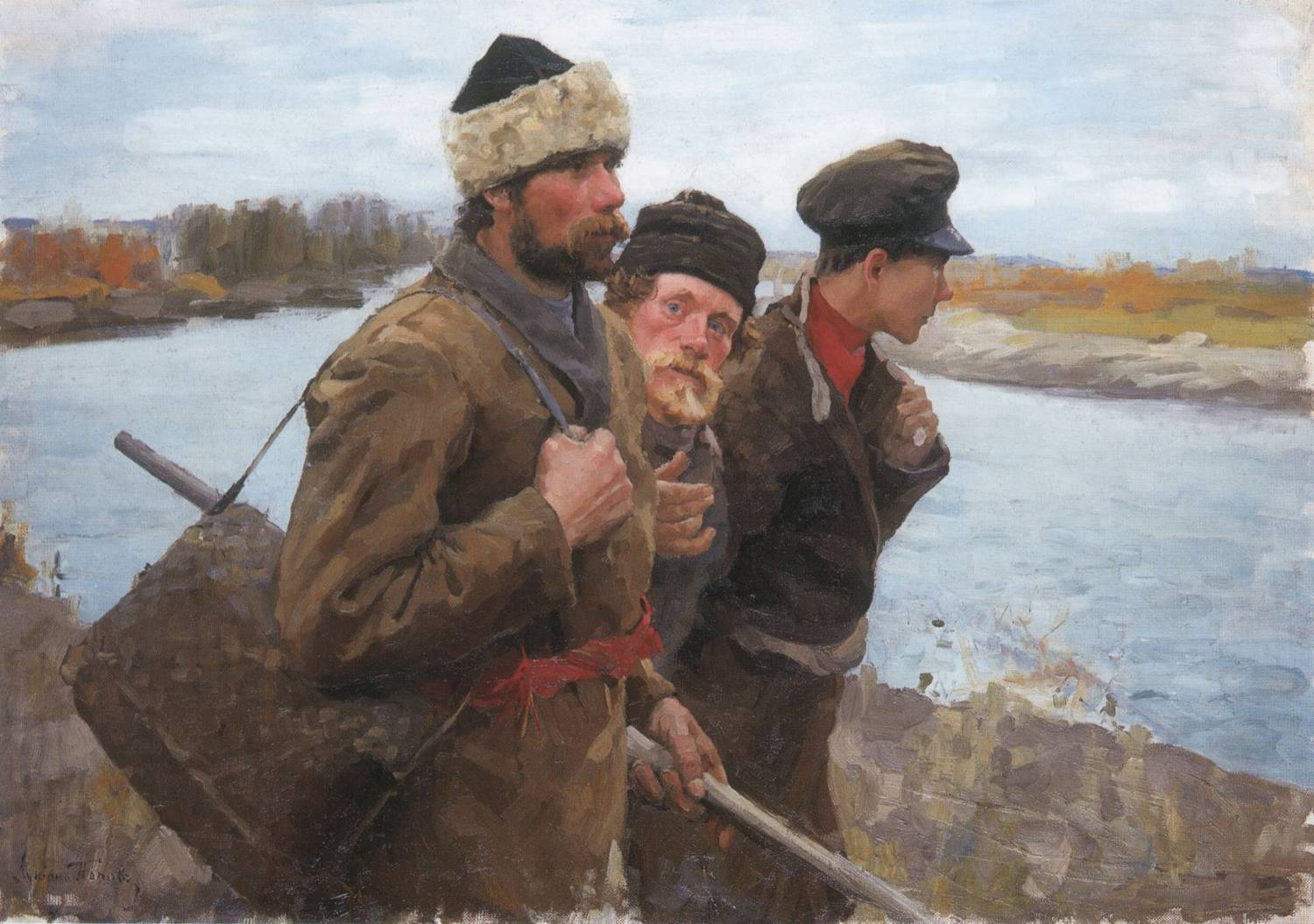
Ходоки на новые места[15] (1904)
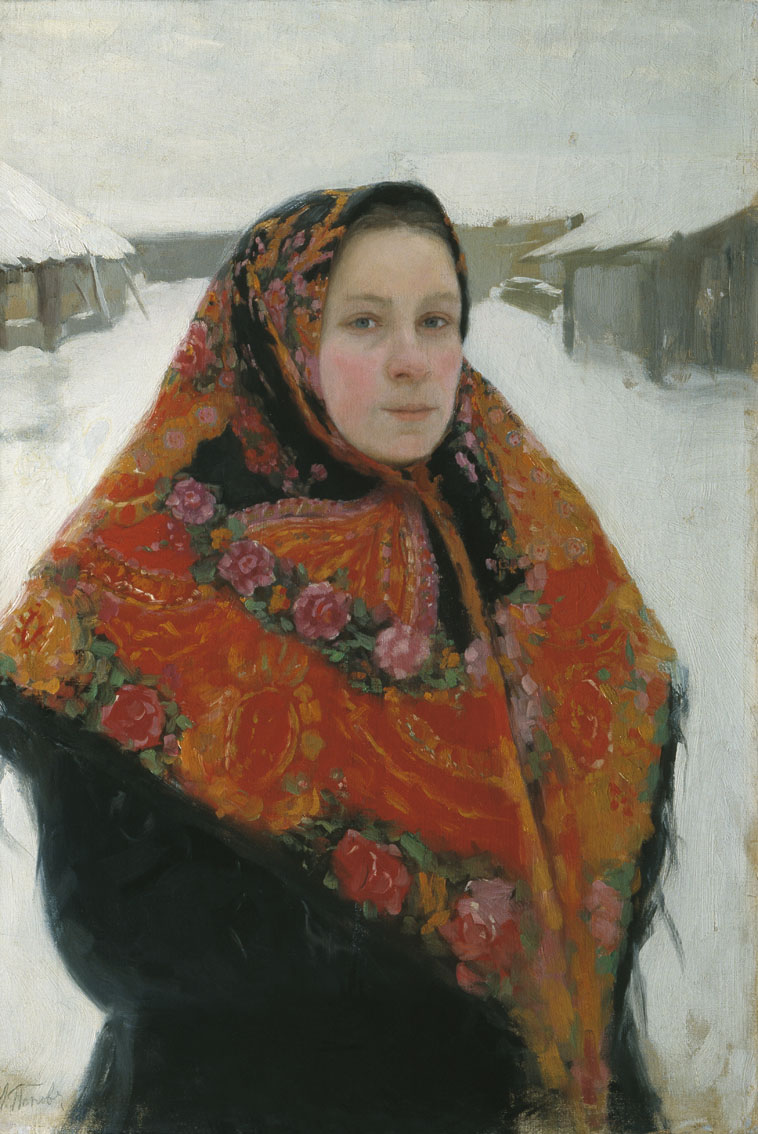
Портрет жены[14] (1900-е годы)
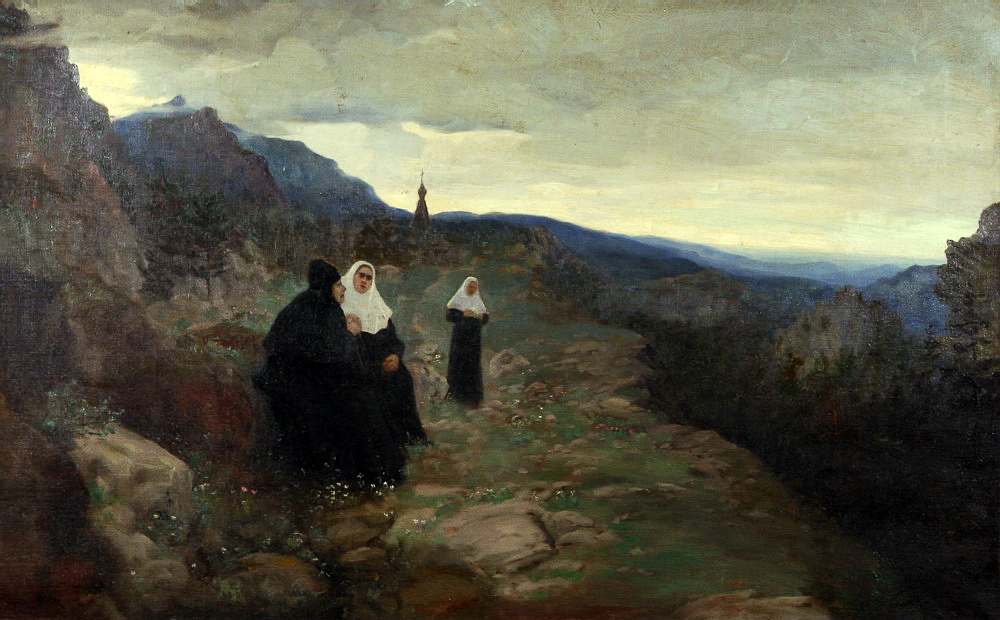
Одухотворённый пейзаж[16] (1900-е годы)
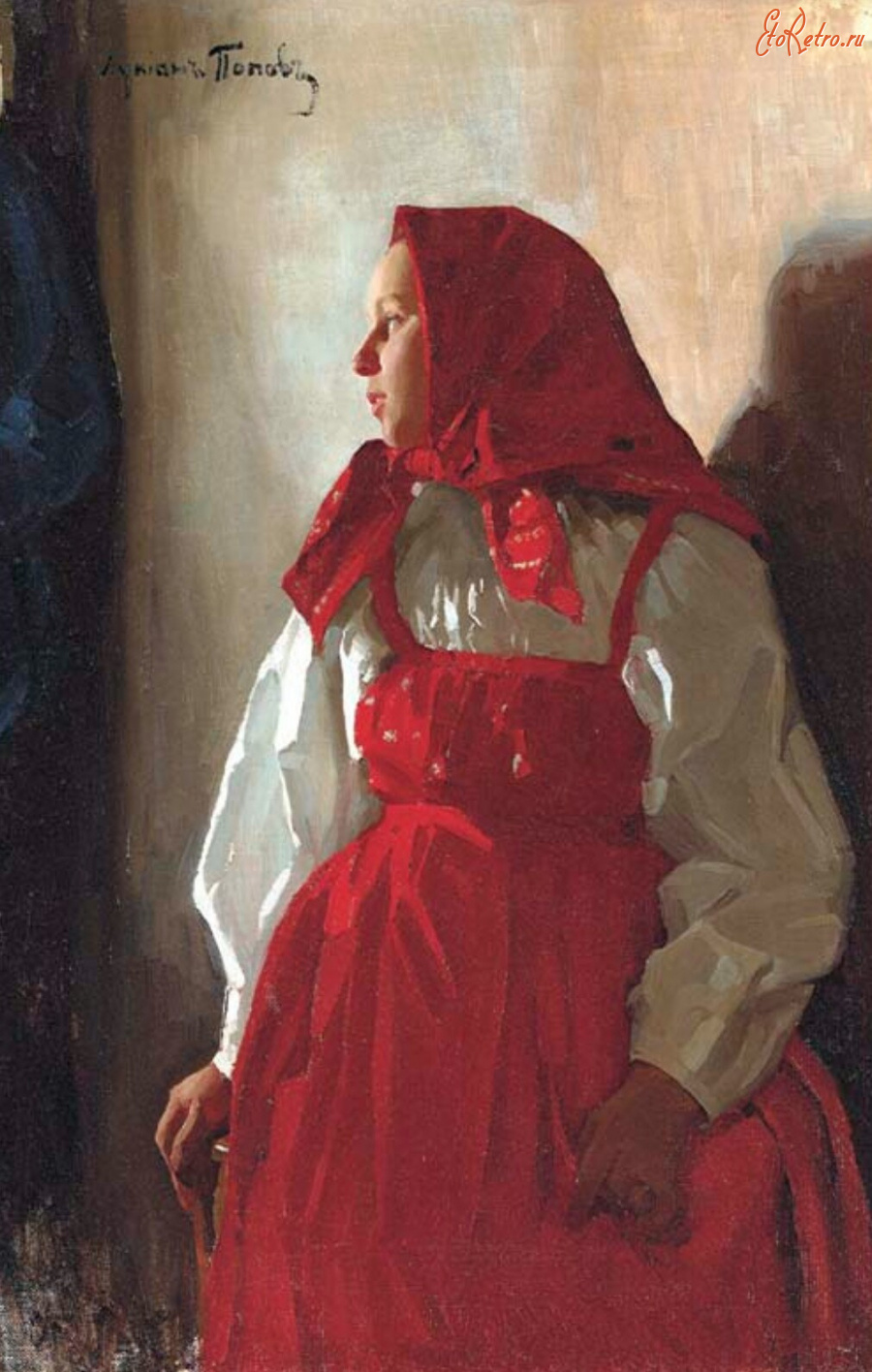
Девочка в красном сарафане[16] (1900-е годы)
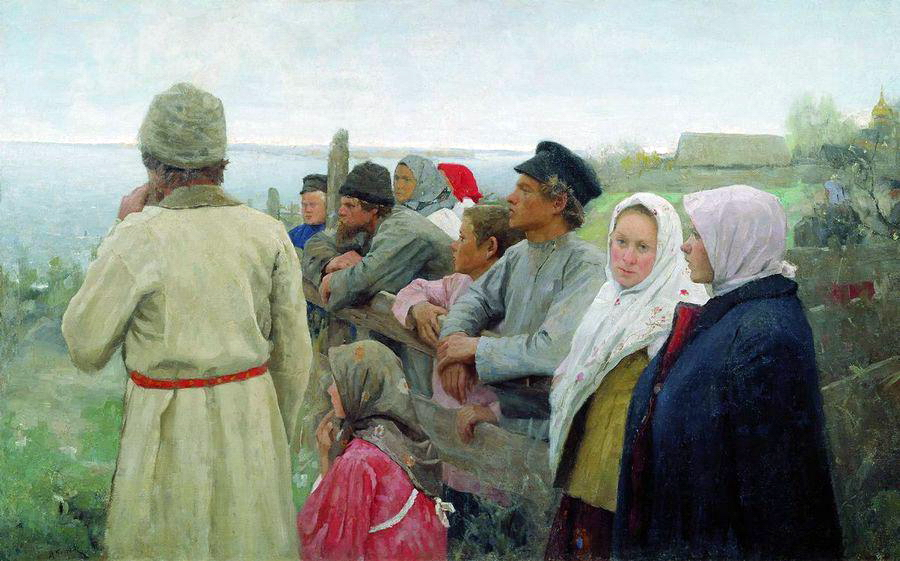
Луга затопило[14] (1908)
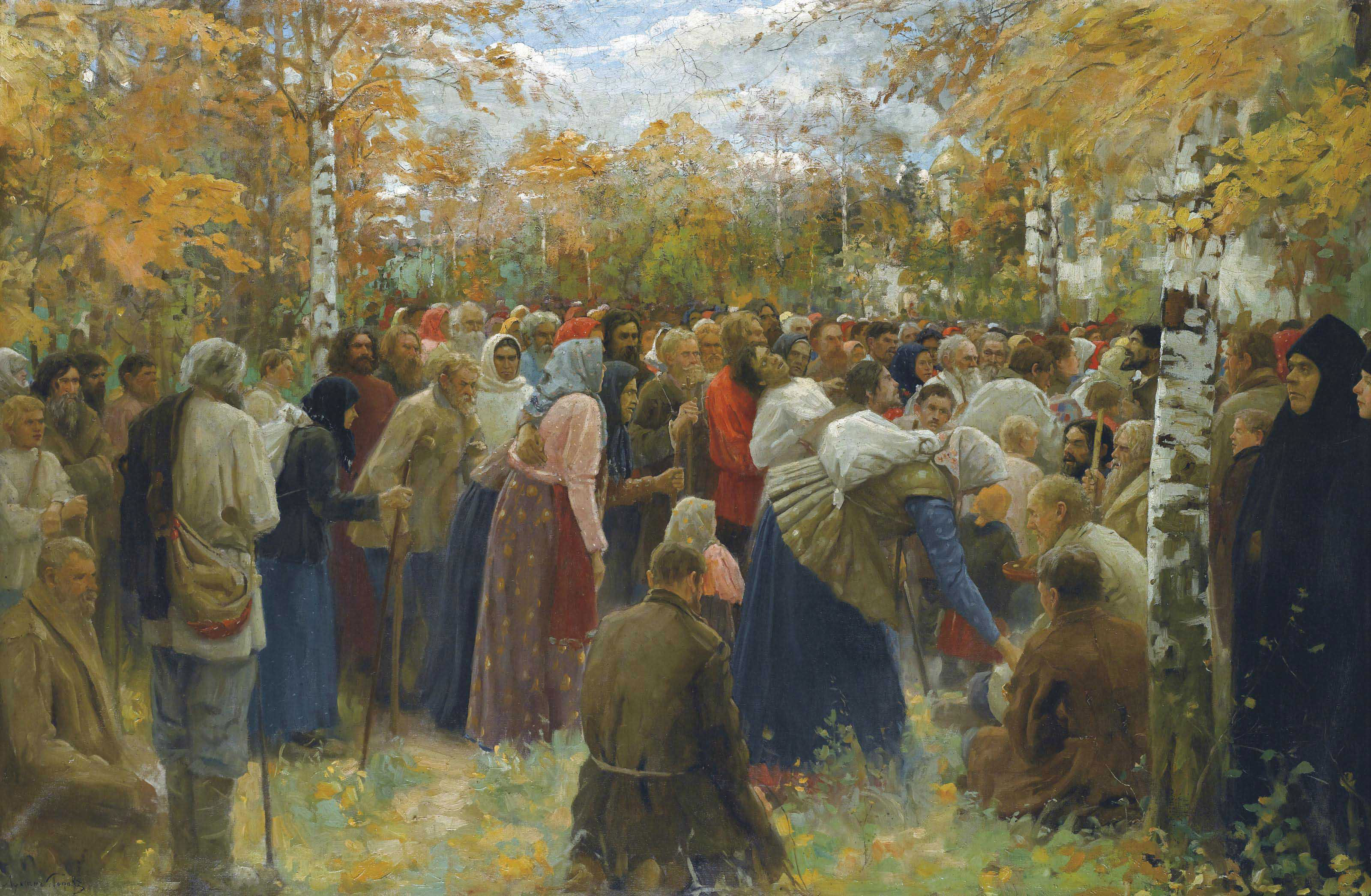
В святые места[16] (1911)
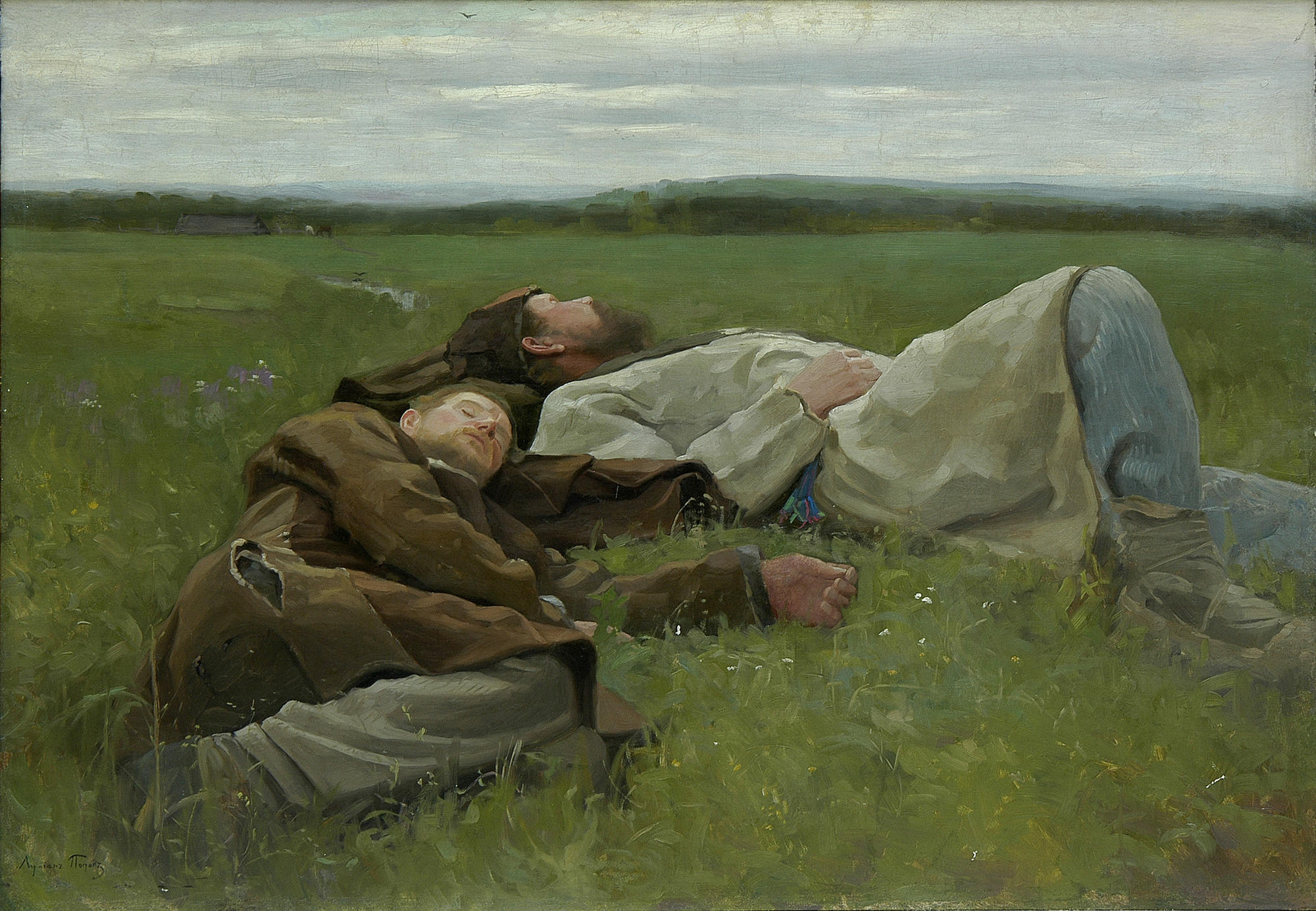
Крепкий сон[14] (1912)
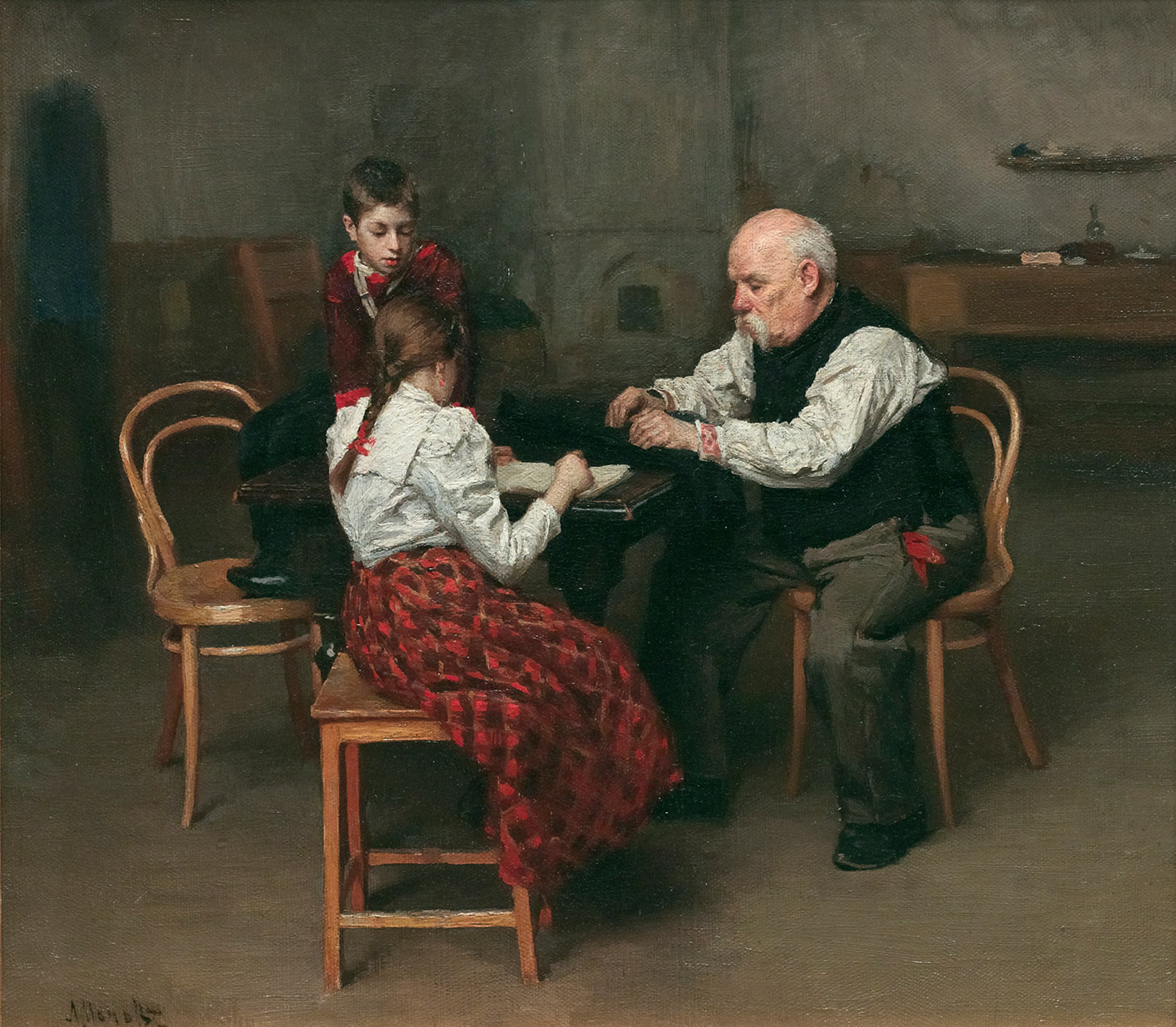
Дедушка помогает внучке с домашним заданием[16] (ранее 1914)

## Музеи и памятные места
- Именем Лукиана Попова названа одна из улиц в Оренбурге, на которой стоит дом художника (дом 84 по бывшей Фельдшерской улице)[6][17].
- Основой экспозиции Оренбургского областного музея изобразительных искусств стало собрание картин Лукиана Васильевича Попова[2][18][19][20].